# 名誉連隊長

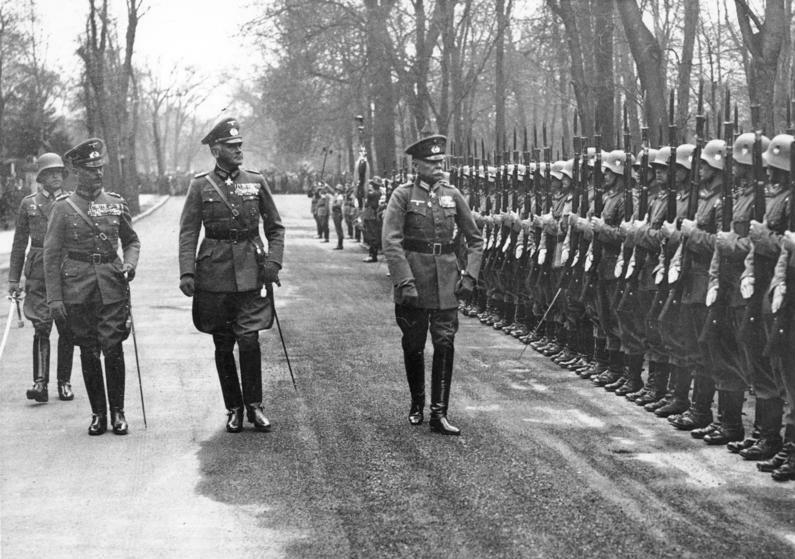
名誉連隊長服を着て閲兵するハンス・フォン・ゼークト上級大将。70歳の誕生日を機に、第67歩兵連隊の名誉連隊長称号を与えられた。

名誉連隊長（めいよれんたいちょう）は、主に陸軍の連隊組織で特定の名誉ある人物に授与される栄誉称号である。

## 概要
ワイマール共和国およびナチス・ドイツの軍にはRegimentschef,Chef eines Regimentesと呼ばれる役職があった。英語表記では"Honorary rank of Regimental Chef of a Regiment"と説明的に紹介されている。
イギリスやイギリス連邦の連隊や兵科軍団にはColonel-in-Chiefと呼ばれる役職があり、王侯貴族の名誉職である。
このように、功績がある軍人や王侯貴族の名誉連隊長もあるが、マスコットや日本で言うところの一日所長のように期間限定の名誉連隊長が任命されることもあり、ペンギンなどの動物の場合もある。

### ドイツ

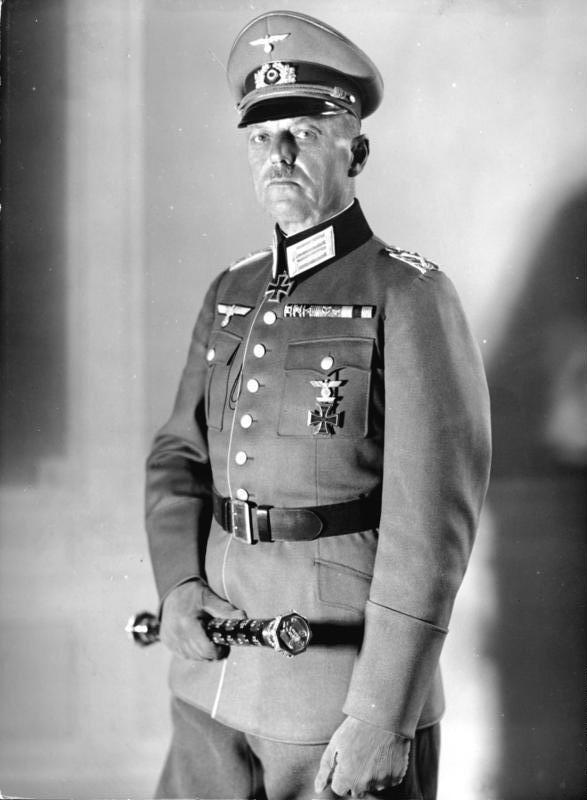
名誉連隊長服のゲルト・フォン・ルントシュテット元帥。両肩の階級章、手に持つ元帥杖、赤い側線が付いた乗馬ズボンは本来の階級である将官を示す。一方、襟章は佐官用である。

ドイツ諸邦の中には、連隊にシェフ（Chef）（プロイセンなど）あるいはインハーバー（Inhaber）（オーストリア）と呼ばれるオーナーが存在する国があった。
帝政の崩壊と共にこれらは消失したが、1935年の再軍備宣言に伴い伝統の復活が叫ばれ、将軍が退役や軍人生活40周年といった特別の機会に連隊長として勤務したことのある連隊から終身名誉称号が授与されるようになった。1938年時点で29名の陸軍大将、4名の上級大将、1名の元帥がこの名誉称号を保持していた。着用する軍服は個人の裁量に任されていた。ゲルト・フォン・ルントシュテット元帥は写真に見られるよう連隊長時代の佐官位の襟章を着用しているが、階級を示す肩章には2本の元帥杖を図案化した元帥位の肩章に第18歩兵連隊の数字18を加えた。
- 主な名誉連隊長
  - アウグスト・フォン・マッケンゼン元帥 - 第5騎兵連隊
  - ハンス・フォン・ゼークト上級大将 - 第67歩兵連隊
  - ヴェルナー・フォン・フリッチュ上級大将 - 第12砲兵連隊
  - ゲルト・フォン・ルントシュテット元帥 - 第18歩兵連隊
  - ヴェルナー・フォン・ブロンベルク元帥 - 第73歩兵連隊
  - オズヴァルト・ルッツ大将 - 第1戦車連隊

### ノルウェー
実質的にはマスコットであるが、ノルウェー陸軍近衛連隊にはニルス・オーラヴというキングペンギンの名誉連隊長が実在する（後に少将へ昇進）。